# Головинці
Головинці (біл. Галавінцы; рос. Головинцы) — село в Улуковській сільській раді Гомельського району Гомельської області Республіки Білорусь.

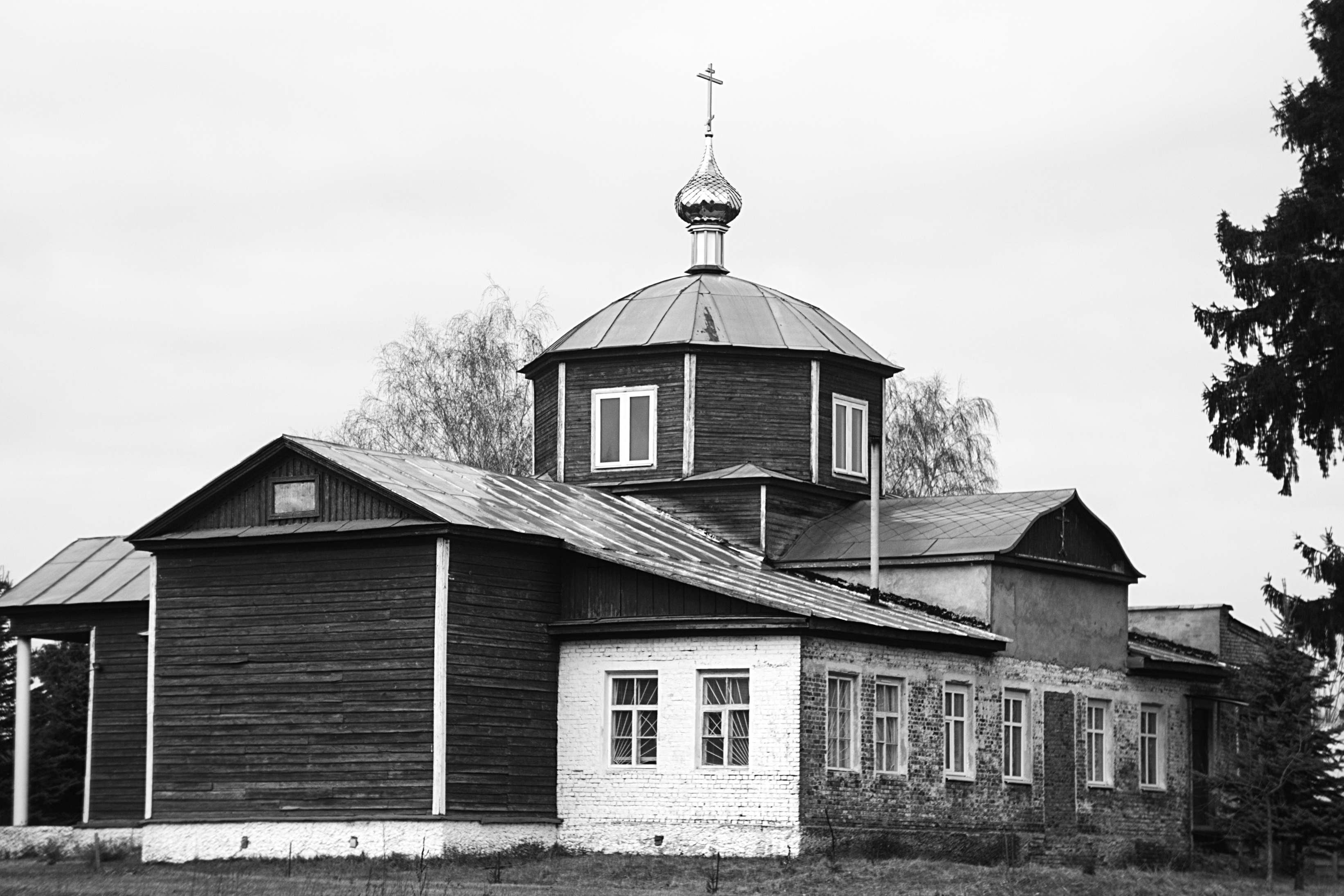

## Географія

### Розташування
У 6 км на схід від Гомеля.

## Гідрографія
На річці Іпуть (притока річки Сож).

## Транспортна мережа
На автодорозі Добруш — Гомель. Планування складається з дугоподібної вулиці, південна частина якої має майже меридіональну, а північна – широтну орієнтацію. На півдні та півночі її перетинають короткі вулиці. Забудова двостороння, дерев'яна, садибного типу. Неподалік села знаходиться залізнична станція Ларищево.

## Історія

### Велике князівство Литовське
За письмовими джерелами відома з XVI століття як садиба у Гомельському старостві Речицького повіту Мінського воєводства Великого князівства Литовського. У 1640-х роках згідно з інвентарем Гомельського староства село, 4 дими, 2 служби. Згідно з привілеєм короля Августа III від 5 листопада 1762 року у володінні Фащів.

### Російська імперія
Після Першого поділу Речі Посполитої (1772) — у складі Російської імперії. У 1841 році збудовано дерев'яну церкву. З 1866 року працювала зернодробарка. У 1885 році діяли церковнопарафіяльна школа, 3 вітряки. З другої половини XIX століття діяло народне училище (1889 року 74, 1905 року — 106 учнів), працював магазин, в якому продавали хліб. Відповідно до перепису 1897 року у Гомельській волості Гомельського повіту Могилівської губернії. У 1909 році 1218 десятин землі та 36 десятин землі належали церкві.

### Друга світова
Торішнього серпня 1941 року, під час наступу німців на Добруш, біля села партизани разом із частинами Червоної Армії завдали окупантам великих втрат. З 1926 діяв поштовий пункт. З 8 грудня 1926 року по 30 грудня 1927 року центр Головинської сільради Гомельського району Гомельського округу. У 1931 році організовано колгосп. Під час німецько-радянської війни у вересні 1943 року німецькі окупанти спалили 50 дворів та вбили 100 мешканців. У 1962 році до села приєднано село Новий Двір. У складі радгоспу «Берізки» (центр — село Березки). Розміщуються середня школа, бібліотека, фельдшерсько-акушерський пункт, їдальня, 2 магазини.

## Населення

### Чисельність
- 2004 рік — 334 господарства, 865 мешканців

## Відомі уродженці
- Андрій Федорович Гуцов (нар. 1967) — білоруський письменник, перекладач.
- Марія Василівна Козлова (1922—2005) — Герой Соціалістичної Праці.